# Úrsulo Galván Reyes
Úrsulo Galván Reyes (21 de octubre de 1893 - 28 de julio de 1930) fue un líder agrarista mexicano conocido como "El Apóstol Jarocho del Agrarismo", fundador de la Liga de Comunidades Agrarias del Estado de Veracruz y de la Liga Nacional Campesina, militante del Partido Comunista Mexicano, fue Senador de la República y alcalde de Veracruz.

## Biografía
Úrsulo Galván nació en la ranchería de Actopan en el actual municipio de Tlacotepec de Mejía, Veracruz, hijo de Fermín Galván y Amalia Reyes, campesinos sin tierra en el contexto del México porfirista de finales del siglo XIX.
Su infancia transcurrió en la difícil situación de desigualdad rural en que se vivía en aquellos años, los padres de Úrsulo iban de un rancho a otro prestando sus servicios como peones temporales con la esperanza de establecerse junto a sus dos hijos (Petra y Úrsulo), sin embargo la extrema pobreza en que vivían se agudizaba por la afición de Fermín Galván por la bebida. Es por ello que Amalia Reyes decide escribir una nueva historia para sus hijos, y abandona a su esposo y saliendo de Tlacotepec de Mejía junto a Úrsulo y Petra con quienes se establece temporalmente en la hacienda de "La Palmilla", hoy municipio de Paso de Ovejas. En 1908 se establecen finalmente en el Puerto de Veracruz donde gracias al empeño de Doña Amalia Reyes logran instalar una tortillería con la cual se pudo sostener a la familia, lo que permitió que Úrsulo pudiera estudiar la educación básica y aprender un oficio, por lo que ingresó como aprendiz de carpintero en el taller de Everardo Sousa Ameca.
Resalta la importancia de Amalia Reyes, quien al decidir romper con el ciclo de violencia económica que vivía junto a su esposo y su alcoholismo, cambia las circunstancias en que vivían sus hijos lo que permite a Úrsulo Galván Reyes acceder a la educación y con ella convertirse en un líder agrarista que logró influir en su tiempo en beneficio de los campesinos.
Ya en el taller, Úrsulo Galván conoce a Manuel Almanza quien se convertiría en su mentor, lo inicia en el estudio del marxismo despertando su conciencia de clases. En esos años estalla la Revolución Mexicana, sin embargo no se incorpora a ella sino hasta 1915.
En 1917 se casó con Irene Bourel, que llegó a ser la primera mujer diputada en Veracruz, de cuyo matrimonio nació Ferrer Galván Bourel (1919) quien en 1952 iba a convertirse en Secretario General de la Confederación Nacional Campesina. En 1923 nació Alba la cual falleció un par de años después, y finalmente en 1926 tuvieron una tercera hija a la que también nombraron Alba.

## Participación en la Revolución Mexicana
En 1915 Úrsulo Galván Reyes se unió a la Revolución Mexicana incorporándose al Ejército Constitucionalista encabezado por el presidente Venustiano Carranza, debido a que el 6 de enero de ese año promulgó la Ley Agraria, que era un programa más radical de beneficio a los trabajadores del campo que los propios postulados de líderes revolucionarios como Emiliano Zapata y Francisco Villa por lo que muchos agraristas como Úrsulo se sumaron a Carranza.
Como miembro del Ejército Constitucionalista participó en la Batalla de El Ébano en San Luis Potosí entre el 21 de marzo y el 31 de mayo de 1915 donde obtuvo el grado de Subteniente del Ejército Constitucionalista mismo que fue elevado a rango de Capitán Primero.
Sin embargo para 1917, Galván Reyes desertó del Ejército Constitucionalista al considerar que en los hechos, la Ley Agraria de 1915 no se desarrollaba y que el reparto de tierras a campesinos dependía de la voluntad de los gobernadores. Este hecho motivó que Galván saliera de las filas carrancistas y poco a poco tendió a apoyar a Álvaro Obregón cuya facción se encontraba bien posicionada en Veracruz.
La participación de Úrsulo Galván Reyes en la Revolución Mexicana se desarrolló en las facciones menos agraristas lo que es paradójico para quien se convertiría en el principal líder del agrarismo radical en los años siguientes, pero fue fugaz, ya que el liderazgo agrario de Úrsulo Galván se iba a consolidar en torno a la organización socialista de los campesinos.

## Adhesión al Partido Comunista Mexicano
En 1919 Úrsulo Galván junto con Manuel Almanza optan por seguir la lucha revolucionaria por otros medios, por lo que viajan a Tampico donde trabaja en los campos petroleros de la Huasteca, desde donde organizan a los obreros para conseguir mejoras en su situación laboral, hacia finales de ese año los trabajadores petroleros entusiasmados por Galván emplazan a huelga, sin embargo la Casa del Obrero Mundial, traiciona a los trabajadores y capitula la huelga, lo que obliga a Galván a regresar a Veracruz.
En 1920, como resultado de la Rebelión de Agua Prieta en la que triunfó Álvaro Obregón contra Venustiano Carranza, es nombrado gobernador de Veracruz Adalberto Tejeda mismo que como senador había sido un opositor radical de la concesiones a las empresas petroleras y un fuerte impulsor de la Ley Agraria de 1915.
La llegada al gobierno de Veracruz de Adalberto Tejeda significó un aliado fundamental de las causas sociales. Los principales líderes populares de Veracruz construyeron una serie de alianzas que fueron respaldadas por Tejeda. Estas alianzas encabezadas por Manuel Díaz Ramírez de la Confederación General de Trabajadores, José Fernández de Oca, Secretario General de la Cámara del Trabajo, Herón Proal, Úrsulo Galván, Manuel Almanza, Sóstenes Blanco entre otros, fundaron en Xalapa el comité local del Partido Comunista Mexicano que de inmediato se convirtió en el epicentro del movimiento comunista de México.
La gubernatura de Adalberto Tejeda y el Partido Comunista Mexicano fueron la plataforma desde la cual Úrsulo Galván iba a luchar a favor de los campesinos, ya que estaba convencido de que eran los trabajadores del campo la clase proletaria que debía protagonizar las luchas sociales en México, por lo que insistió en que el Partido Comunista Mexicano creara una figura de lucha campesina independiente de la organización obrera. 

## Liga de Comunidades Agrarias del Estado de Veracruz
Úrsulo Galván estaba convencido de que los campesinos eran el factor principal para un triunfo revolucionario, por lo que aprovechando el éxito del movimiento popular del Sindicato Revolucionario de Inquilinos que encabezado por Herón Proal declaró en 1922 una huelga de pagos en la que participaron 40 mil inquilinos que forzó al gobierno de Adalberto Tejeda a decretar una disminución de las rentas a los niveles de 1910.
Con el respaldo del Sindicato de Inquilinos, Úrsulo Galván Reyes recorrió Veracruz organizando a los campesinos, constituyendo comités agrarios y desarrollando asambleas entusiasmando al sector con el fin, primero, de modificar la Comisión Agraria y luego crear una organización campesina independiente y de filiación comunista.
El liderazgo y carisma de Úrsulo Galván comenzó a rendir frutos en este recorrido iniciado el 13 de febrero de 1923, desde las primeras asambleas campesinas se adhirieron liderazgos como José Cardel, Antonio M. Carlón entre otros, realizando sus primeras asambleas en Salmoral, La Palmilla, Rinconada, Carrizal y Santa María Tatetla, donde ya se habían unido miles de campesinos surgiendo la idea de construir una liga de comunidades agrarias.
Era tal la fuerza campesina que acompañaba a Úrsulo Galván que al llegar a su pueblo natal Tlacotepec de Mejía, fuerzas federales del 11° Batallón, y hacendados locales preocupados por el revuelo que causaba la comitiva de Galván, ordenaron su detención junto a los demás campesinos, durante la redada logró escapar Sóstenes Blanco quien dio aviso al gobernador Tejeda de la detención de Úrsulo, y éste gestionó con el presidente Álvaro Obregón la liberación de los campesinos. 
Al salir de prisión, Úrsulo continuó su recorrido, Paso de Ovejas, Chichicaste, Palo Gacho, Plan del Río, Las Balsas, Matillas, Paso de la Milpa y Chicoasen. Al finalizar su recorrido, tanto el gobierno de tejedista como el Partido Comunista no dudaron en apoyar la creación de la Liga de Comunidades Agrarias.
La capacidad de organización y la elocuencia de Úrsulo Galván quedó demostrada, pues tan solo 38 días después de iniciar su recorrido por las comunidades campesinas del Estado de Veracruz, el 23 de marzo de 1923 en el Teatro Lerdo de Tejada de Xalapa se fundó la Liga de Comunidades Agrarias del Estado de Veracruz, proclamando a Úrsulo como presidente y José Cardel como primer secretario. Su liderazgo se impuso también al establecer una posición "agrario legalista" de la Liga contraria al anarcosindicalismo que promovía el Partido Comunista.

### Reacciones a la Liga
La creación de la Liga de Comunidades Agrarias del Estado de Veracruz supuso para Úrsulo Galván la concentración de un liderazgo sin precedentes, la mayor parte de las organizaciones campesinas se sumaron poco a poco a la Liga y reconocieron a Galván como el principal vocero de los campesinos, su incansable recorrido por Veracruz logró constituir comunidades agrarias que pugnaban por hacer válido el artículo 27 de la Constitución Política de los Estados Unidos Mexicanos y exigiendo el reparto justo de la tierra y la consolidación de la propiedad comunal.
Sin embargo, el alborotamiento campesino supuso, también, el surgimiento de animadversión por parte de sectores reaccionarios dentro del Ejército, que apoyados por los hacendados que veían minados sus intereses económicos, organizaron guardias blancas que agredían a los campesinos que se sumaban a la Liga. O que repelían a los miembros de la misma.
La reacción de Úrsulo Galván fue articular a los campesinos en torno a guerrillas, que fueron armadas con el apoyo del gobernador Tejeda.

### Rebelión delahuertista
En diciembre de 1923 estalló en México un levantamiento armado encabezado por Adolfo de la Huerta en contra del gobierno de Álvaro Obregón por la designación de Plutarco Elías Calles como candidato presidencial. La Rebelión Delahuertista fue apoyada en Veracruz por el ejército y las guardias blancas que combatían a la Liga de Comunidades Agrarias, por lo que hubo de inmediato una alianza natural entre la Liga y el gobierno obregonista.
Mientras estallaba la rebelión, Úrsulo Galván se encontraba en Moscú participando en la Internacional Campesina Roja, de donde obtuvo un respaldo que fortaleció su liderazgo no sólo para Veracruz sino en todo el país. Ante la ausencia de Galván, la Liga quedó bajo el mando de José Cardel, quien no dudó en enfrentar a los partidarios de Adolfo de la Huerta en Veracruz encabezados por Guadalupe Sánchez, sin embargo, durante los enfrentamientos varios líderes campesinos y comunistas murieron, los rebeldes delahuertistas ocuparon rápidamente las principales ciudades de Veracruz.
Úrsulo Galván volvió a Veracruz en enero de 1924 burlando la vigilancia delahuertista en el Puerto, donde se nombró comandante en jefe de las guerrillas, avanzó hasta la estación de ferrocarril de Santa Fe en Veracruz donde se apoderó del sistema telegráfico impidiendo la comunicación entre los rebeldes.
La rebelión delahuertista fue derrotada a fines de enero en Veracruz y en febrero fue derrotada en todo el páís.
La participación de las guerrillas campesinas contra el delahuertismo fue bien capitalizada por Úrsulo Galván quien convenció a Tejeda y Álvaro Obregón de mantener el derecho de los campesinos a estar armados y con ello la garantía de rebelión y presión para alcanzar sus objetivos y sus causas.

### Ruptura con el gobierno Veracruzano
Tras el fin de la rebelión delahuertista, el gobernador Tejeda fue nombrado Secretario de Gobernación y en su lugar fue nombrado Heriberto Jara como gobernador de Veracruz, quien nunca congenió con Úrsulo Galván. Para esos momentos la influencia de Galván en la vida pública veracruzana era total, la Liga de Comunidades Agrarias ocupaba varias curules en el Congreso Local.
Sin embargo Jara no continuó con el apoyo al movimiento campesino de Adalberto Tejeda, la tensión era tan fuerte que incluso propuso a Úrsulo Galván que se fuera de diputado federal a la Ciudad de México, lo que fue rechazado por Galván, en contraparte asumió la titularidad de las Guardias Civiles para garantizar que los campesinos mantuvieran las armas, y desde ahí se impulsó para ser diputado en la legislatura local.
La lejanía con Galván era evidente y terminó en ruptura, al grado de que ante la negativa de Jara a seguir con el programa agrario, el diputado Francisco J. Moreno afiliado a la Liga, exigió la renuncia del gobernador y días después fue asesinado. Úrsulo Galván y la Liga acusaron a Jara del asesinato.

## Liga Nacional Campesina
Los esfuerzos en diversos estados por reproducir la organización campesina veracruzana fueron consolidándose, para 1925 la Liga de Comunidades Agrarias de Veracruz aglutinaba 25 mil campesinos, la de Michoacán 15 mil y otras como la de Durango, Estado de México y Oaxaca también agremiaban varios miles de campesinos, por lo que el Partido Comunista Mexicano encarga a Úrsulo Galván Reyes la consolidación de una organización nacional que unifique a los campesinos del país.
Entre el 15 y 20 de noviembre de 1926 se celebró en la Ciudad de México el Primer Congreso de Unificación Campesina, a convocatoria de una comisión encabezada por Úrsulo Galván, en el que participaron 158 delegados que provenían de 16 estados del país, y que representaban a 310 mil campesinos. Durante los trabajos del Congreso se decidió conformar la Liga Nacional Campesina, la cual nació con fuertes influencias comunistas.
Entre los asistentes al Congreso se encontraban el secretario de Agricultura, Luis L. León y el de gobernación Adalberto Tejeda del gobierno de Plutarco Elías Calles, así como el secretario general del Partido Comunista, Diego Rivera. Ante su presencia se eligió al Comité Ejecutivo Nacional de la Liga Nacional Campesina nombrando a Úrsulo Galván Reyes como presidente adoptando también el lema "Tierra y Libertad" y estableciendo en su bandera la hoz y el martillo y el lema de Úrsulo Galván: Campesinos de América, Uníos.
Con el liderazgo de Úrsulo Galván la Liga Nacional Campesina luchó por la creación del ejido y en contra de la propiedad privada de las tierras. De inmediato, la Liga se convirtió en la base social del Partido Comunista demostrando una gran capacidad de organización y cohesión que era necesario encauzar con objetivos políticos, por lo que Úrsulo Galván se incorporó al Comité Central del Partido Comunista Mexicano

## Bloque Nacional Obrero Campesino de México
En 1928 Úrsulo Galván en su calidad de presidente de la Liga Nacional Campesina se suma a apoyar la reelección de Álvaro Obregón, hecho al que también el Partido Comunista Mexicano se suma. Sin embargo, ante el asesinato de Obregón las relaciones entre Úrsulo Galván y el gobierno de Plutarco Elías Calles se deterioraron.
Úrsulo Galván convocó a la creación de un partido político que unificara a la Liga Nacional Campesina y a las organizaciones obreras que se coordinaban con el Partido Comunista, Así en diciembre de 1928, se creó el Bloque Nacional Obrero Campesino con Úrsulo Galván como presidente y Diego Rivera como vicepresidente, su objetivo era muy claro, ampliar la influencia política comunista, incluso se designó como candidato presidencial a Pedro Rodríguez Triana.
Por su parte Elías Calles quería que su sucesor fuera Emilio Portes Gil, y para apoyarlo generó una persecución contra los agraristas. A pesar de que el Bloque Obrero Campesino encabezado por Galván tenía una base social muy poderosa, Plutarco Elías Calles logró imponer a su sucesor. 
Plutarco Elías Calles en su ideal de unificar a todos los líderes revolucionarios en torno a un partido único, hacia finales de 1928 convocó a la creación del Partido Nacional Revolucionario e invitó a Úrsulo Galván a ser el primer presidente de ese partido, cargo que Galván rechazó pues no estaba de acuerdo con subordinar al movimiento campesino a un partido que surgiera del poder mismo. 

## Rebelión Escobarista y Ruptura con el Partido Comunista
Úrsulo Galván para 1928 era ya uno de los líderes comunistas más influyentes del país. A este momento político se sumó que Adalberto Tejeda fue elegido nuevamente como gobernador de Veracrzuz, por lo que su apoyo se hizo inminente.
Sin embargo para 1929, Úrsulo tuvo que enfrentar decisiones que modificaron sustancialmente su enorme influencia. Para marzo de ese año el general sinaloense, vinculado al movimiento cristero, José Gonzalo Escobar se levanta en armas contra el gobierno de Portes Gil, sin dudarlo Úrsulo Galván decidió apoyar al gobierno en contra de Escobar y movilizó sus bases, el Partido Comunista Mexicano por su parte consideró que apoyar al presidente era defender al estado burgués, por lo que se generó un gran divisionismo al interior del Partido Comunista. Por un lado el Comité Central que encabezaba Diego Rivera apoyó a Galván mientras que un grupo de miembros del Partido Comunista condicionaron el apoyo del Partido a la aceptación de una serie de exigencias de reformas políticas y económicas.
Úrsulo armó en Huatusco una serie de guerrillas que contribuyeron a la derrota de Escobar en Veracruz. Sin embargo, el apoyo de Galván al gobierno de Portes Gil en contra de la rebelión reaccionaria de Escobar, fue considerado por el Partido Comunista como un acto de deslealtad y fue expulsado del Partido Comunista en 1929.
La expulsión de Galván no sólo significó una ruptura con él, como se pretendía, significó una ruptura del Partido Comunista con la Liga Nacional Campesina y más exactamente, significó la pérdida del apoyo campesino a la causa comunista. Lejos de afectar a la Liga o a Úrsulo, la ruptura con el Partido Comunista fortaleció el programa socialista y de reparto agrario que impulsaron Úrsulo Galván y Adalberto Tejeda.

## Los últimos años de la Liga
Para 1929, cuando Úrsulo Galván había roto con el Partido Comunista Mexicano y había rechazado unirse al Partido Nacional Revolucionario, impulsó un fuerte proyecto de ejidización del campo mexicano, la independencia que había alcanzado al alejarse de estos dos partidos le permitió concentrarse en objetivos agrarios y políticos.
En Veracruz, Úrsulo Galván logró impulsar una renovación del poder político local, al lograr colocar a campesinos miembros de la Liga como presidentes municipales y miembros de cabildos en 95 de los 195 municipios que tenía Veracruz y 10 de los 20 integrantes del Congreso Local eran campesinos de la Liga de Comunidades Agrarias. Él mismo fue elegido como alcalde de Veracruz y senador de la República. Su capacidad de movilización política lo llevó a establecer alianzas con los grupos vasconcelistas y del Partido Liberal. La enorme influencia de la alianza Galván-Tejeda peremitió radicalizar la política agraria en todo el estado, los campesinos eran dueños de sus tierras y de incentivos económicos, al tener mayoría en la Cámara de Diputados local, incluso representantes campesinos tenían influencia en el Poder Judicial.
En ese escenario, se dio el quinto Congreso de la Liga Nacional Campesina. Temerosos de la influencia de Galván, el Partido Nacional Revolucionario y el Partido Comunista boicotearon el Congreso; con el apoyo del gobierno y de la policía de la Ciudad de México impidieron el acceso de los delegados y del propio Úrsulo y designaron un Comité Ejecutivo Nacional que respondía a los intereses de Plutarco Elías Calles lo que generó una triple división al interior de la Liga.
La mayoría de los delegados y miembros de la Liga Nacional Campesina decidieron seguir a Úrsulo Galván, mientras que dos facciones más se fueron una al PNR y otra más al Partido Comunista. Debido a que la mayor parte de los miembros de la Liga se mantuvieron fieles a Úrsulo, se logró seguir empujando las reformas agraristas en Veracruz.

## Muerte de Úrsulo Galván
Úrsulo Galván Reyes sufría dolores por un tumor formado desde su juventud en una rodilla, por lo que en 1930 decidió hacerse una intervención quirúrgica. Se trasladó a la clínica de los Hermanos Rochester en Minnesota, Estados Unidos. 

El informe oficial acredita que Úrsulo Galván murió en dicha clínica como consecuencia de que la operación no resultó como se esperaba. Sin embargo, el movimiento agrarista presumió que fue asesinado; de hecho, el Corrido de Úrsulo Galván menciona de manera velada este suceso:
-Porque no salga con vida 
¿cuánto me cobra, doctor?
Llegó el cuerpo embalsamado
hasta la tierra del sol. 
Ursulo Galván, qué importa 
si tu vida fecundó
la tierra veracruzana
y a todita la Nación.

Úrsulo Galván murió el 28 de julio de 1930 a la edad de 36 años, cuando era senador de la República y alcalde de Veracruz.

## Tras la muerte de Úrsulo Galván
Ante su muerte la Liga Nacional Campesina pasó a llamarse Liga Nacional Campesina "Úrsulo Galván"; su muerte implicó el fin del agrarismo radical, pues sin su liderazgo fue complicado rearticular a los campesinos.
En 1932, el gobierno logró desarmar a los campesinos y el Partido Nacional Revolucionario (PNR) se apoderó de la Liga Nacional Campesina, hasta que en 1938 el presidente Lázaro Cárdenas la unió formalmente al Partido de la Revolución Mexicana (PRM) a través de su organización sectorial, la Confederación Nacional Campesina, de la que Ferrer Galván Bourel, hijo de Úrsulo, fue secretario general en 1952.
Los restos de Úrsulo Galván Reyes, apóstol jarocho del agrarismo, descansan en el Cerro de Macuiltépetl en Xalapa, Veracruz.